# Борсой
Борсо́й — заимка в Ольхонском районе Иркутской области. Входит в Еланцынское муниципальное образование. 

## География
Находится в 6 км к северо-востоку от районного центра, села Еланцы, в середине одноимённой пади, идущей к северо-западу от реки Анги, от села Хурай-Нур, расстояние от которого до заимки — 2,5 км.

## Население
| 2002 | 2010 | 2011 | 2012 |
| ---- | ---- | ---- | ---- |
| 1    | →1   | →1   | →1   |

По данным Всероссийской переписи, в 2010 году на заимке проживал 1 мужчина.